# フィリップ・マリャーヴィン

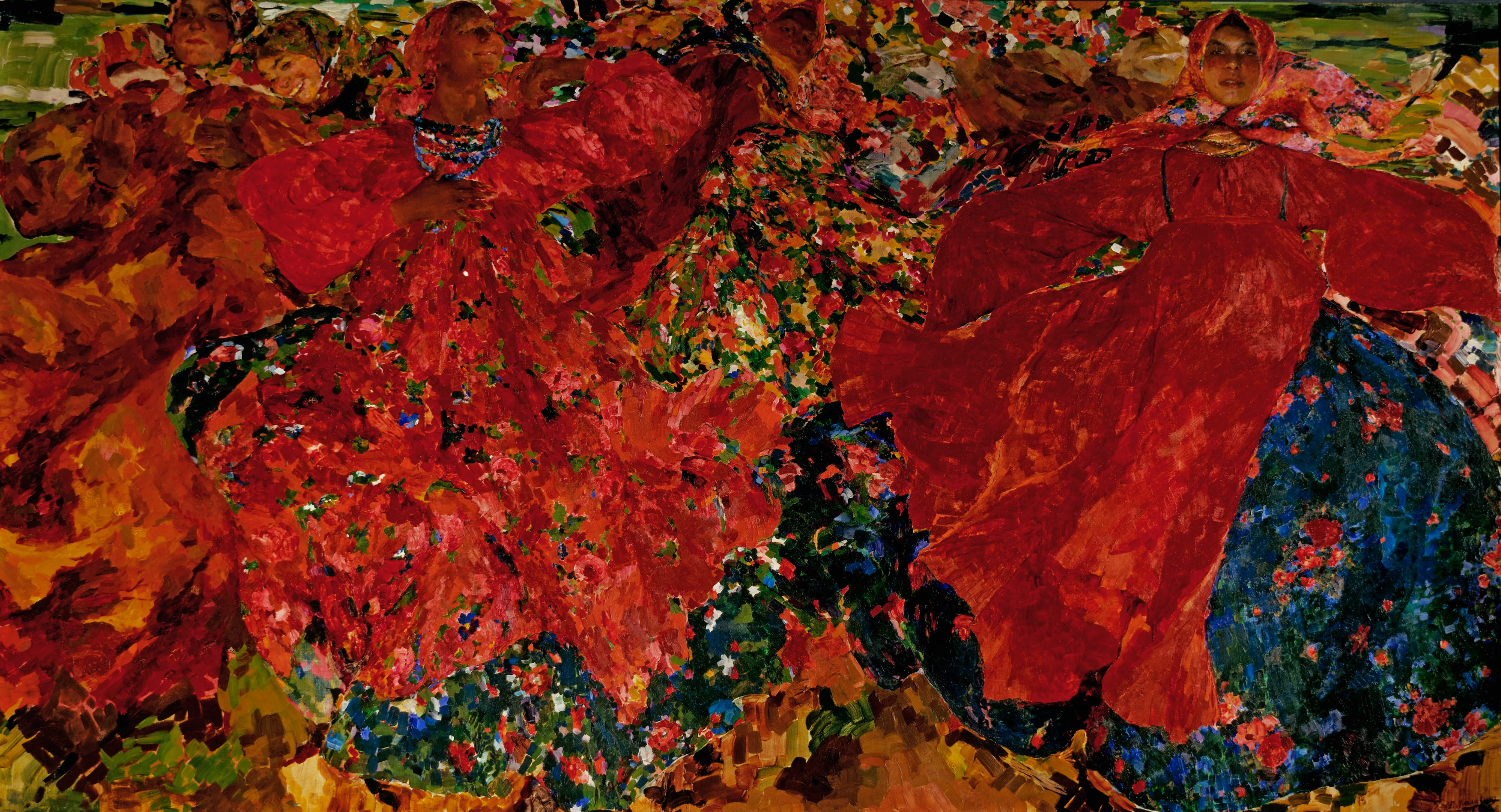
マリャーヴィン作、「疾風(Вихрь)」(1906)、トレチャコフ美術館 蔵

フィリップ・マリャーヴィン(Filipp Andreevich Malyavin、ロシア語:Фили́пп Андре́евич Маля́вин、1869年10月10日 - 1940年12月23日）はロシア出身の画家である。ロシアの農民階級の出身の画家で、イコン画家として画家の道に入った後、写実主義の画家、イリヤ・レーピンに学んだ。鮮やかな色使いで知られ、代表作にはロシア農民の踊る姿を描いた「疾風(Вихрь)」などがある。

## 略歴
ロシア東部、オレンブルク州の村の貧しい農民の家に生まれた。幼いころから絵を描くことが好きで、しばしば村を訪れる、東方正教の巡回僧たちが携えていた「イコン（聖像画）」に魅せられた。16歳になった時、イコンを描く修行をするために、村人から旅費を援助されて、修道僧と正教の中心地であったギリシャのアトス山に旅した。
アトス山の修道院には多くのギリシャの文書や書籍のコレクションがあったが、イコンの制作はアトス山で行われていたわけでなく、目的を果たすことができなかったが、ロシアに帰国する資金もなく、修道僧の見習いとして修道院に入り、修道院でイコンや壁画を描いて過ごした。
1891年に、ギリシャを訪れた、サンクトペテルブルク美術アカデミーの教授で彫刻家のウラジーミル・ベクレミシェフ(Vladimir Beklemishev)と出会い、マリャーヴィンの作品に感銘を受けたベクレミシェフにサンクトペテルブルクに招かれた。ベクレミシェフの援助を得て、1892年3月にサンクトペテルブルクに移り、美術アカデミーに入学した。1894年のアカデミー改革で、一定のカリキュラム終了後に、指導教師を選べるようになった時、ウラジーミル・マコフスキーやアルヒープ・クインジといった教授たちの中から、写実主義の画家、イリヤ・レーピンを選んだ。
レーピンのもとで、ロシアの農民の女性などを描きはじめ、この頃から、後に「マリャービンの赤」と呼ばれることになる赤色を多用するスタイルが見られるようになった。作品はモスクワ美術愛好者協会の展覧会に出展され、有名な美術収集家のパーヴェル・トレチャコフに買い上げられ、トレチャコフ美術館で展示された。この頃コンスタンチン・ソモフといった仲間の画家たちの肖像画も描いた。画家として評価され、上流階級の人々から肖像画の注文を受けるようになったが、その斬新なスタイルはロシアでは必ずしも受け入れられなかった。
1900年から、マリャーヴィンはパリで活動をはじめ、フランスの新聞で称賛され、ロシアで不評だった作品は展覧会で金メダルを授与され、ヴェネツィアの近代美術館に購入された。パリのリュクサンブール美術館もマリャーヴィンの作品を買い上げた。
ロシアに戻った後、マリャーヴィンはオデッサ出身の裕福な実業家の娘で、画学生だったナタリア・ノヴァク＝サリッチ(Natalia Novaak-Sarich)と結婚し、リャザン近くの村に住み、『芸術世界』のグループ展などに出展した。
1922年から国外に出て、各地で個展を開いた。1940年にフランスのニースで没した。

## 作品

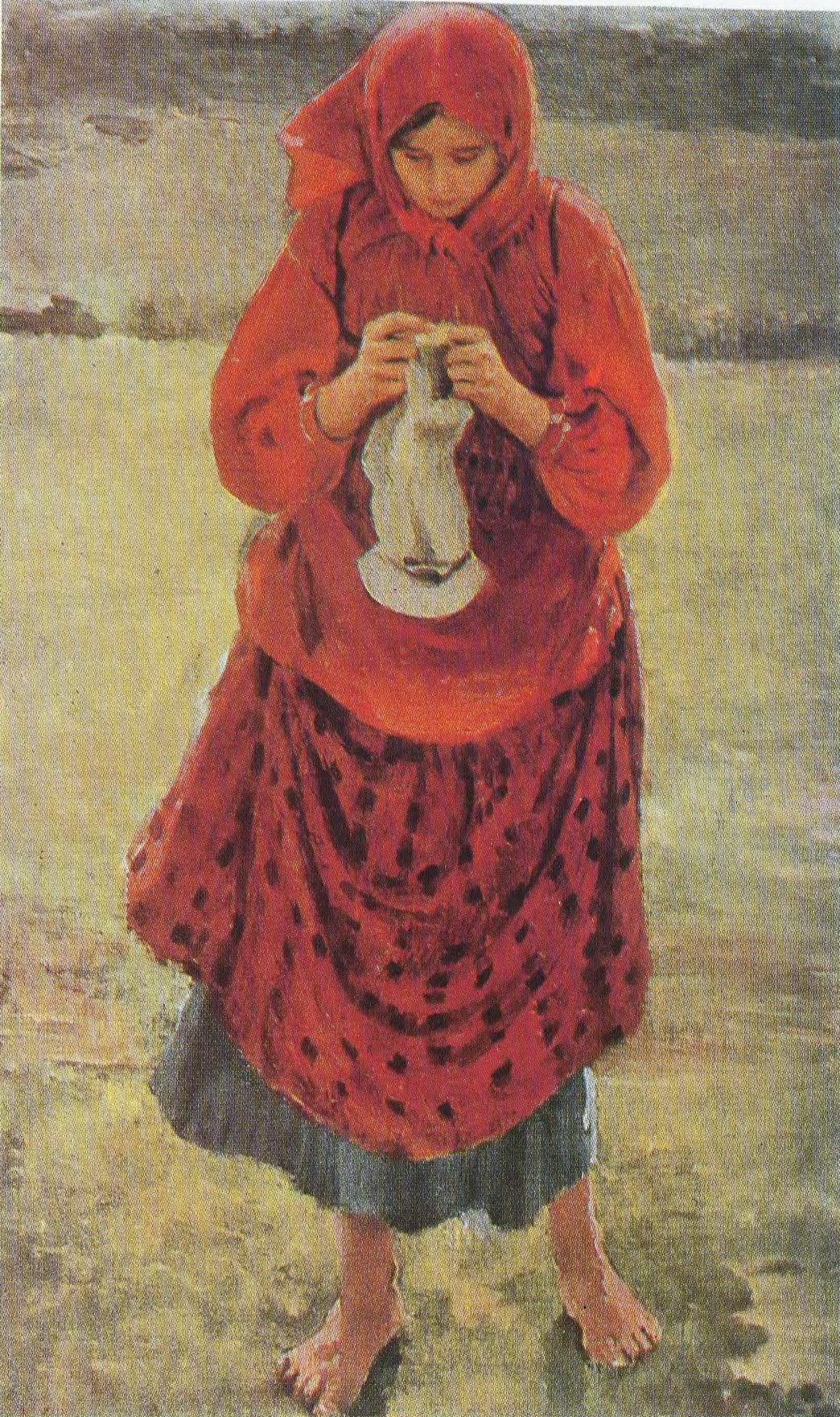
靴下を編む農家の娘 (1895)
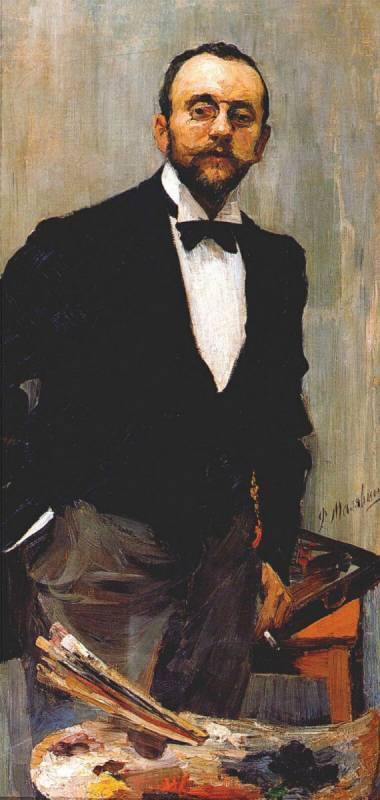
イーゴリ・グラーバリ-画家(1895)
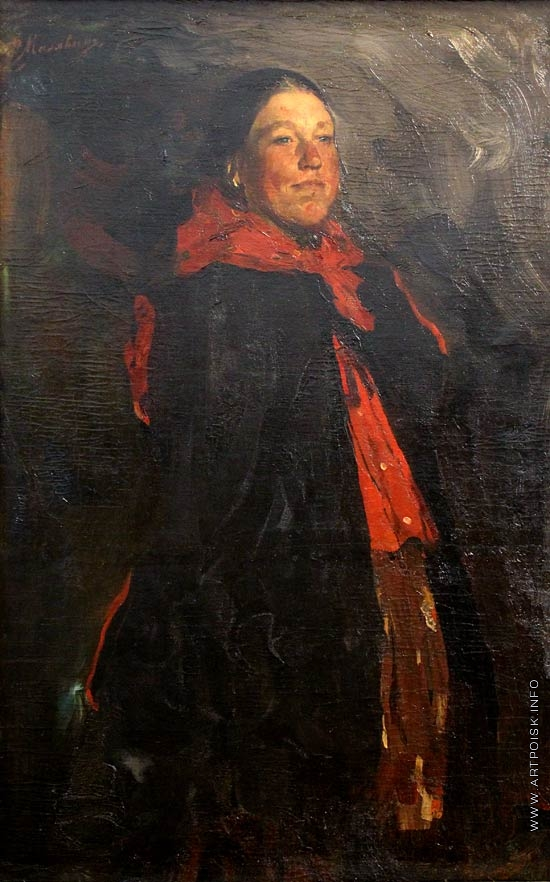
田舎娘 (1900年代)
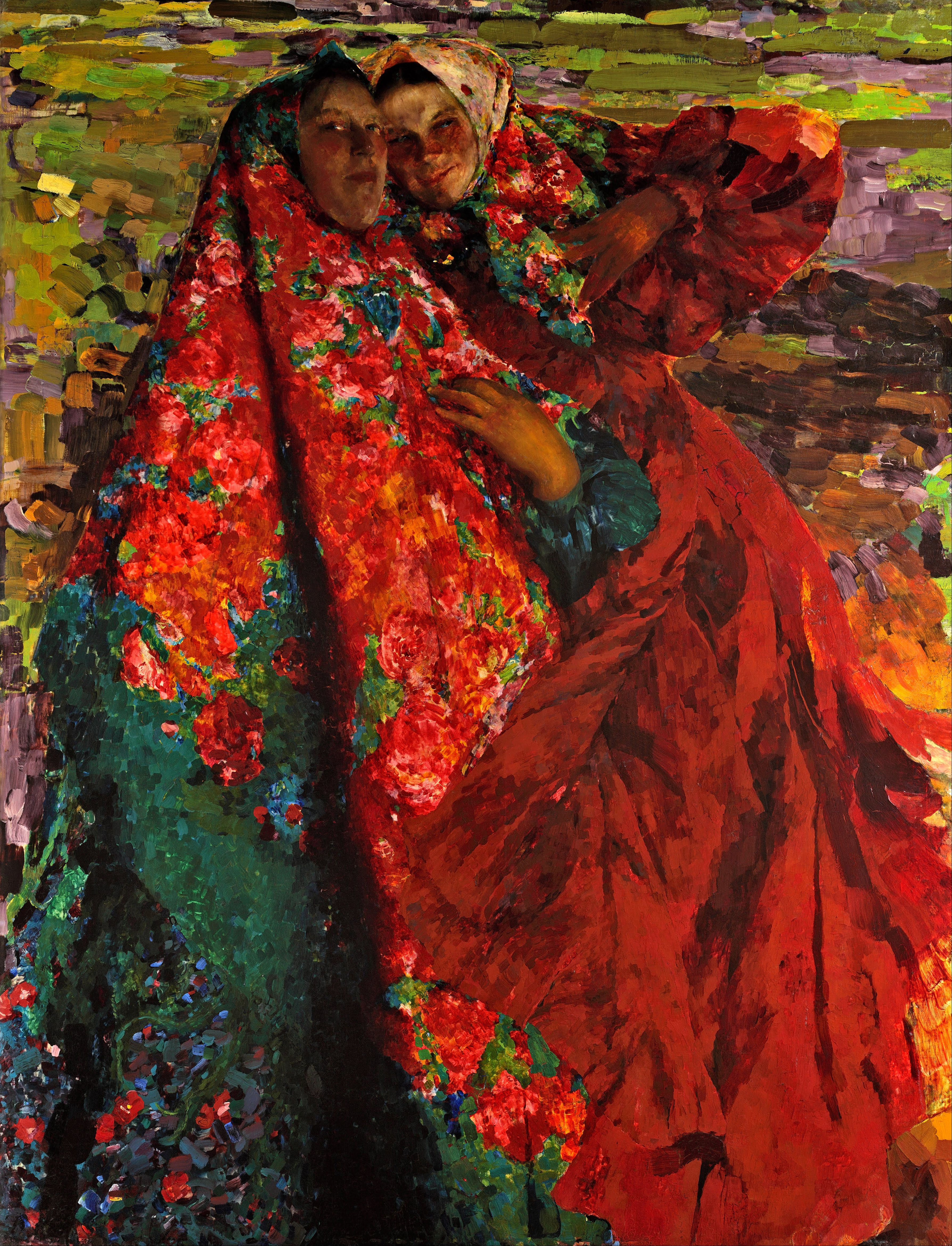
農家の女性たち(1905)
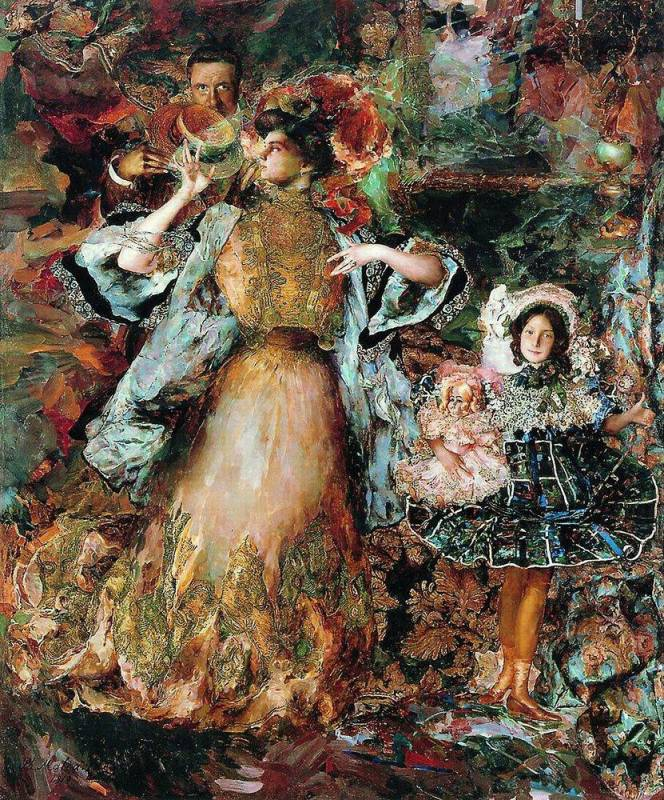
妻といる自画像
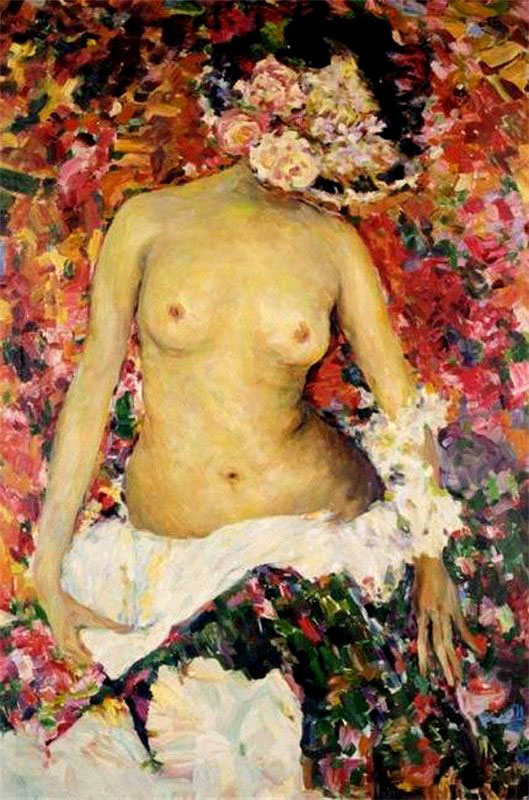
帽子をかぶったモデル
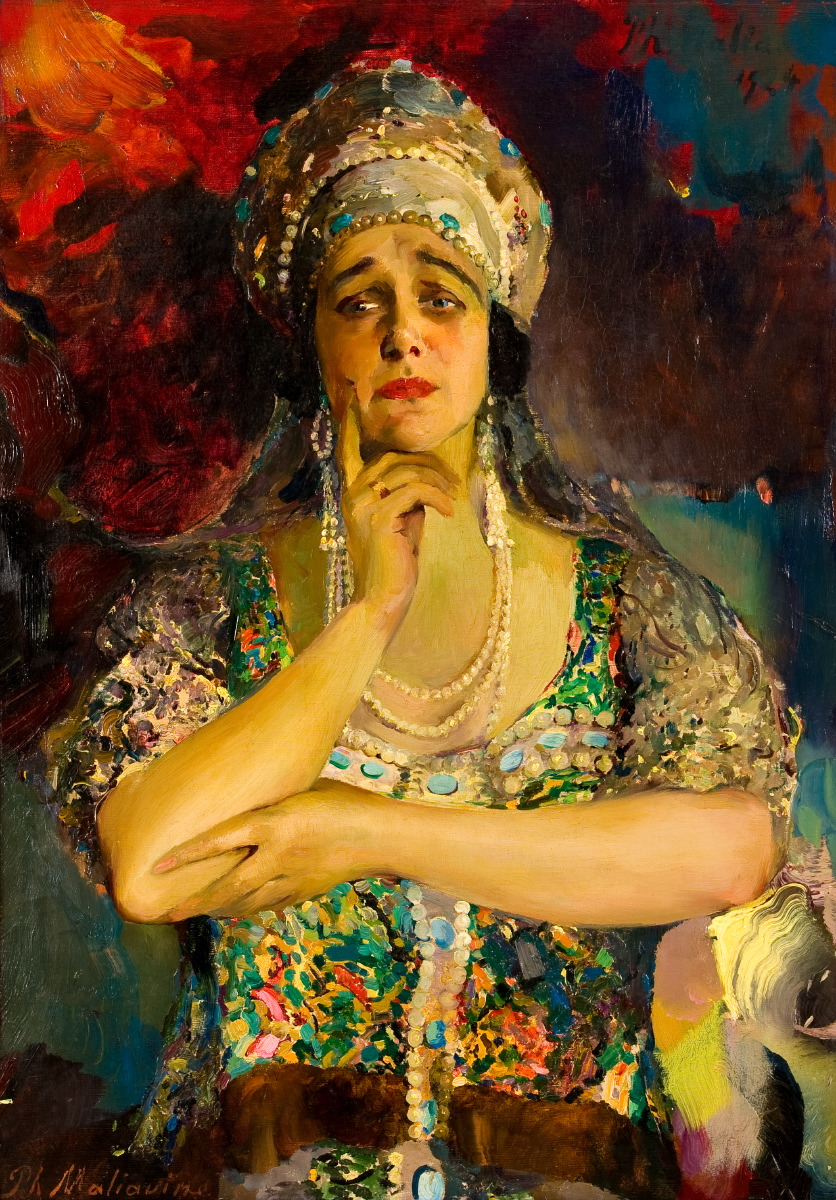
Nadezhda Plevitskaya(歌手)(1924)
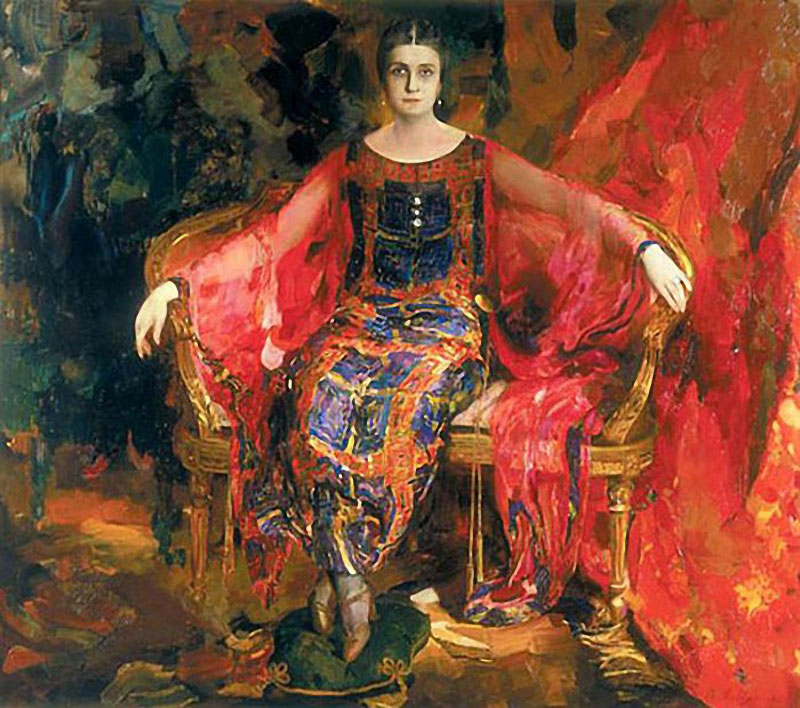
Alexandra Balashova(バレリーナ)(1924)